# 村田潔 (美術史学者)
村田 潔（むらた きよし、1909年2月28日 - 1973年11月3日）は、西洋美術史学者。東北大学名誉教授。専門は古代ギリシア美術、フランス印象派。 

## 経歴
長野県松本市出身。東北帝国大学文学部美学美術史学科で児島喜久雄に学び、1932年卒業後、東北帝大文学部助手。イギリスなどヨーロッパに学び、帰国後1937年講師、1939年助教授、1947年東北帝国大学教授、東北大学文学部教授、1950年「印象派美術論」で東北大学文学博士。1972年定年退官、名誉教授、武蔵野美術大学教授。

## 著書
- 『ギリシヤの神殿』築地書店 1944
- 『西洋美術史 第2巻　ギリシア・ローマの美術』東京堂 1948
- 『西洋古代美術論』岩波書店 1971

### 編共著
- 『ギリシヤの文化』谷口吉郎共編 大沢築地商店 1942
- 『ギリシャ芸術試論』（芸術と科学）編 東京出版 1944
- 『岩波小辞典西洋美術』編 岩波書店 1956
- 『世界美術大系 第5巻 ギリシャ美術』編 講談社 1961
- 『世界美術全集 第27巻 西洋 第3(古代第2) 』編 角川書店 1964
- 『世界の名画 第1 マネ・ドガ』学習研究社 1965
- 『大系世界の美術 5 ギリシア美術』責任編集 学習研究社 1979

翻訳
- H.W.ジャンソン『美術の歴史』全2巻 西田秀穂共訳監修 美術出版社 1971